# Юрі Кісіл
Юрій Кісіль, або Юрі Кісіл (англ. Yuri Kisil, 18 вересня 1995) — канадський плавець українського походження.
Учасник Олімпійських Ігор 2016, 2020 років
Призер Чемпіонату світу з водних видів спорту 2015, 2017 років.
Призер Чемпіонату світу з плавання на короткій воді 2016 року.
Призер Пантихоокеанського чемпіонату з плавання 2018 року.
Призер Панамериканських ігор 2015 року.